# Jeffrey Sinclair
Jeffrey Sinclair é um personagem fictício no universo da série de televisão de ficção científica Babylon 5, interpretado pelo ator Michael O'Hare. Ele foi um personagem fixo na primeira temporada, como o comandante da estação Babylon 5 e apareceu diversas vezes depois como convidado.

## História do personagem

### Primeiros anos e carreira
Jeffrey David Sinclair nasceu em 3 de maio de 2218 na Colônia de Marte. Num dos primeiros episódios da primeira temporada, Sinclair afirma que sua família era formada de pilotos "...desde a Batalha da Grã-Bretanha" e o seu pai tinha sido um piloto da Força Terrestre que tinha participado da Batalha de Balos, o último confronto da Invasão Dilgar. Ele então continuou a tradição e se tornou também um piloto.
Sinclair se alistou na Força em 2237 e durante o seu período de serviço na Academia, ele encontrou Catherine Sakai, com quem logo travou um relacionamento. Após um ano vivendo juntos, os dois terminaram, mas continuaram se vendo periodicamente até 2258, quando ficaram noivos. Sakai foi dada como perdida em 2259 numa missão pelos Rangers.
Também na primeira temporada se estabelece que Jeffreu recebeu uma educação jesuíta (católica) quando jovem.

### Primeira temporada
Em 2240, Sinclair foi promovido a piloto de caça, continuando a tradição familiar e, menos de um ano depois, foi promovido a líder de esquadrão. Por conta de sua rápida expansão nos quadros da Força, contava-se na época que ele estaria destinado a chegar a brigadeiro. Como um líder de esquadrão, Sinclair lutou na Batalha da Linha, a última grande batalha da Guerra Terra-Minbari. No decorrer da batalha,, seu esquadrão foi completamente destruído pelos pilotos minbari e o seu próprio caça foi danificado seriamente. Num último ato desesperado, ele tentou lançar sua aeronave contra um dos cruzadores inimigos, mas terminou capturado por outro antes que conseguisse seu intento e terminou num interrogatório liderado pelo Conselho Cinza. A Triluminária do conselho detectou o DNA de Valen em Sinclair e eles acabaram assumindo, em estado de choque, que o seu prisioneiro tinha a alma de Valen, um herói minbari que os havia liderado para a vitória mais de 1000 anos antes na guerra contra as Sombras. A conclusão que eles chegaram foi que as almas dos minbari estariam renascendo em corpos humanos e esta descoberta os levou a se renderem, retornando Sinclair ao seu caça com a memória bloqueada (ainda que não permanentemente e ele acabaria por se lembrar anos mais tarde). Sinclair - e a Aliança Terrestre - acreditavam na época que ele estava desmaiado durante a experiência.
Quando Babylon 5 foi inaugurada em 2257, Sinclair foi selecionado pela Federação Minbari para comandar a recém-construída estação. Ele foi selecionado na frente de outros oficiais mais graduados, incluindo o coronel Ari Ben Zayn, todos vetados pelos minbari (um direito conforme o acordo de financiamento da construção da estação).

### Últimos anos
Em janeiro de 2259, Sinclair assumiu uma posição como embaixador da Aliança em Minbar, onde ele também se tornou o líder dos Rangers. Seu sucessor foi o capitão John Sheridan.
Em 2260, Sinclair recebeu uma carta de 900 anos antes, enviada por ele mesmo, de Minbar, revelando que ele não era uma "reencarnação" de Valen, como ele acreditava, mas era na realidade o próprio Valen. De posse deste conhecimento, ele sequestrou a estação Babylon 4 e a levou com ele para 1000 anos no passado com o objetivo de ajudar os minbari em sua primeira guerra contra as Sombras e, ao fazê-lo, realizou uma profecia dos minbari ao se tornar o "Um que era". E foi lá que Sinclair usou a Triluminária para se transformar num minbari, tornando real também a lenda de que Valen seria "um minbari não nascido entre os minbari".

## Saída de O'Hare
Após uma temporada completa, tanto O'Hare quanto o produtor executivo e criador, J. Michael Straczynski tomaram a decisão mútua e consensual pela saída do personagem e do ator do quadro fixo da série. O'Hare iria reprisar seu papel novamente num episódio duplo na terceira temporada para liquidar todas as pontas soltas.